# Camera dei deputati dell'Impero ottomano

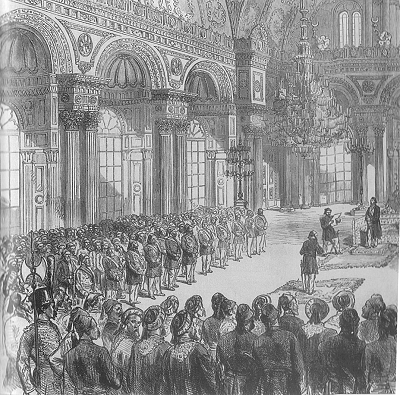
Apertura del primo parlamento ottomano, 1877.

La Camera dei deputati (in turco ottomano مجلس مبعوثان hey'et-i meb'ū s ān; in turco Meclis-i Mebusân o Mebuslar Meclisi; in francese Chambre des Députés) dell'Impero era la camera bassa del parlamento dell'Impero ottomano, l'Assemblea Generale. A differenza della camera alta del Senato, i membri della Camera dei deputati erano eletti dalla popolazione ottomana generale, sebbene il suffragio fosse limitato ai maschi di una certa condizione finanziaria. Le altre restrizioni variavano nel corso della vita della Camera.

## Prima era costituzionale (1876-1878)
Nella Prima era costituzionale, che durò solo per due anni dal 1876 al 1878, la prima selezione dei deputati fu fatta dai Consigli di Amministrazione eletti direttamente nelle province, che fungevano da collegio elettorale dei deputati e anche da governi locali. La prima Camera si riunì il 19 marzo 1877. In questo periodo il suo potere principale era il diritto di voto sui bilanci annuali presentati dal Consiglio dei ministri. Tutti i membri del parlamento, compresi quelli della Camera, avevano diritto alla libera espressione ed erano immuni dall'arresto e dall'azione penale durante il loro mandato, a meno che la rispettiva camera non votasse alla rinuncia di tale diritto per uno dei suoi membri.
Dopo l'istituzione dell'intero parlamento, l'Assemblea Generale (in turco Meclis-i Umumî), nelle province, i membri selezionavano i deputati all'interno dell'Assemblea generale per formare la Camera dei deputati (in turco Meclis-i Mebusan) nella capitale, Costantinopoli. La Camera dei deputati contava 130 membri e rifletteva la distribuzione dei millet nell'impero. Dopo le prime elezioni, che rappresentò una sorta di processo per insediare per la prima volta i membri della Camera, vi furono 71 rappresentanti del millet musulmano, 44 rappresentanti del millet cristiano e 4 rappresentanti del millet ebreo. Dopo le seconde elezioni, subentrarono 69 rappresentanti musulmani e 46 rappresentanti di altri millet (ebrei, greci, armeni, ecc.).
Gli atti della Camera erano soggette al veto della camera alta, il Senato (i cui membri erano scelti dal Sultano), limitando così il potere della Camera durante questo periodo. Durante i due anni della prima era costituzionale non esisteva un vero sistema di controlli ed equilibri tra le camere del parlamento o l'ufficio del Sultano. La seconda sessione della Camera durò dal 13 dicembre 1877 al 14 febbraio 1878, quando il sultano Abdul Hamid II destituì l'Assemblea Generale e la costituzione del 1876, ripristinando l'autocrazia. Il sultano, noto per essere paranoico delle limitazioni al suo potere personale, divenne sempre più allarmato dalle critiche aperte mosse dai membri del parlamento alle politiche militari e alle inefficienze del suo regno.

## Seconda era costituzionale (1908-1920)
La Seconda era costituzionale dell'Impero ottomano iniziò poco dopo che Abdul Hamid II fu costretto a restaurare la monarchia costituzionale dopo la Rivoluzione dei Giovani Turchi del 1908. Il periodo più lungo vide anche la creazione di molti gruppi e partiti politici. Ahmet Rıza divenne il primo presidente della Camera nel 1908. In seguito all'incidente del 31 marzo 1909, un emendamento alla costituzione originale del 1876 portò la Camera ad acquisire un vero potere politico a spese del Senato e del Sultano non democraticamente eletti. Una serie di elezioni durante questo periodo portò alla graduale ascesa del dominio politico Comitato di Unione e Progresso (CUP). Il secondo partito più grande era il Partito dei Liberali ottomani (1908 - 1910) e il Partito Libertà e Accordo (1911 - 1920) ( in turco Hürriyet ve İtilâf) entrambi guidati dal principe Sabahaddin.
La seconda era costituzionale terminò de facto dopo le elezioni del 1912, conosciute in turco come Sopalı Seçimler, "Elezione dei club", poiché il CUP venne ampiamente ritenuto responsabile di aver truccato i voti a suo favore. Dopo il colpo di Stato ottomano del 1913 dell'anno successivo e la presa di potere da parte del triumvirato del CUP noto come i Tre Pascià, la Camera dei Deputati, insieme al Sultano e al Senato, cessò di esercitare qualsiasi potere politico significativo sul governo.
L'era terminò formalmente dopo la prima guerra mondiale durante l'occupazione di Costantinopoli. L'ultima riunione del 18 marzo 1920 produsse una lettera di protesta agli alleati e un panno nero coprì il pulpito del parlamento come ricordo dei suoi membri assenti.

## Marcia della Camera dei Deputati
I leader della rivoluzione, Ahmed Niyazi Bey e Enver Pascià, furono menzionati nella Marcia dei Deputati (in turco Meclis-i Mebusan Marşı  ), l'inno della restaurata Camera dei Deputati. La quarta riga cantava "Lunga vita a Niyazi, lunga vita a Enver!" (in turco "Yaşasın Niyazi, yaşasın Enver!").

## Sessioni parlamentari

### Prima era costituzionale
- 1a Camera dei Deputati dell'Impero ottomano (prima metà del 1877)
- 2a Camera dei Deputati dell'Impero ottomano (seconda metà del 1877)

### Seconda era costituzionale
- 3a Camera dei Deputati dell'Impero ottomano (1908-1912)
- 4a Camera dei Deputati dell'Impero ottomano (1912-1914)
- 5a Camera dei Deputati dell'Impero ottomano (1914-1919)
- 6a Camera dei deputati dell'Impero ottomano (1919-1920)